# Arnaud de Gabaston
Arnaud de Gabaston (auch Arnold de Gavaston) († vor dem 18. Mai 1302) war ein französischer Adliger, der als Militär im Dienst des englischen Königs stand. Er war der Vater von Piers Gaveston, einem der wichtigsten Günstlinge des englischen Königs Eduard II.

## Herkunft
Arnaud de Gabaston stammte aus der Gascogne, die damals als Teil des Herzogtums Aquitanien dem englischen König gehörte. Als Sire von Gabaston war er ein Vasall von Gaston VII., dem Vizegrafen von Béarn. 1272 heiratete er Claramonde de Marsan, eine Tochter von Arnaud-Guillaume, Vizegraf von Marsan. Durch die Heirat erwarb er die Burgen von Louvigny, Roquefort de Marsan, Montgaillard des Landes, Hagetmau und Saint-Loubouer, die dem englischen König als Herzog von Aquitanien lehenspflichtig waren. Damit besaß Gabaston umfangreiche Besitzungen in Südwestfrankreich und gehörte zu den führenden Baronen von Béarn.

## Militär im Dienst des englischen Königs
Gabaston war ein treuer Unterstützer des englischen Königs Eduard I., dem er über 20 Jahre lang in der Gascogne, in Wales und in Schottland diente. Er wurde 1282 in der Gascogne für den Feldzug zur Eroberung von Wales angeworben. In Wales befehligte er ein aus Rittern, Bogenschützen und Fußsoldaten bestehendes Kontingent aus der Gascogne. Nach dem Feldzug blieb er als Ritter des königlichen Haushalts im Gefolge des Königs. 1286 begleitete er den König, als dieser in die Gascogne reiste. Dabei gehörte er 1288 zu den Geiseln, die der englische König dem König von Aragon, Alfons III., stellen musste. Auch zu Beginn des Französisch-Englischen Krieges von 1294 war er eine Geisel bei dem französischen König Philipp IV. 1296 konnte er aus der Geiselhaft entkommen und flüchtete nach England. Von 1297 bis 1298 gehörte er dem englischen Heer in der Gascogne an. Zurück in England, nahm er zusammen mit seinen beiden Söhnen ab August 1300 während des Ersten Schottischen Unabhängigkeitskriegs am Feldzug gegen Schottland teil. Er starb kurz vor dem 18. Mai 1302 und wurde vermutlich in der Kathedrale von Winchester begraben.

## Nachkommen
Aus seiner Ehe mit Claramonde de Marsan hatte Gabaston mehrere Kinder, darunter:
1. Arnaud-Guillaume de Marsan
2. Piers de Gaveston